# Robbin Crosby
Robbinson Lantz Crosby (4 de agosto de 1959 - 6 de junio de 2002) fue un músico estadounidense, reconocido por haber sido uno de los miembros fundadores y guitarrista de la banda de hair metal Ratt, que logró su mayor éxito en los Estados Unidos en la década de 1980.

## Carrera
Crosby se unió a Ratt en 1982 junto al virtuoso guitarrista Warren DeMartini, escribiendo muchos de los mayores éxitos de la banda, como "Round and Round", "I'm Insane", "Back for More" y "Lay it Down". Su estancia en Ratt fue hasta 1991, de la que tuvo que retirarse por su marcada adicción a las drogas. Años después descubrió que era víctima de VIH y posteriormente de sida, lo que agravó aún más su situación y lo alejó de los escenarios. Sin embargo, durante algún tiempo fue productor de la banda de hard rock Lillian Axe.

## Fallecimiento
Robbin Crosby murió de una sobredosis de heroína el 6 de junio de 2002 a los 42 años, en Los Ángeles. En 1994 afirmó que había sido contagiado de VIH/sida por intercambiar jeringas con agujas infectadas, producto de su adicción a las drogas.

## Discografía con Ratt
- Ratt EP (1983)
- Out of the Cellar (1984)
- Invasion of Your Privacy (1985)
- Dancing Undercover (1986)
- Reach for the Sky (1988)
- Detonator (1990)